# Jordskælvet i Istanbul i 1766
Jordskælvet i Istanbul i 1766 var et stort jordskælv, der skete om morgenen torsdag den 22. maj 1766 i den østlige del af Marmarahavet. Jordskælvet var effektivt i et stort område, der strækker sig fra İzmit til Tekirdag.  Det skabte en tsunami og forårsagede betydelig skade i dette område. Mere end 4.000 mennesker døde.
Jordskælvet forårsagede store skader i Konstantinopel (nutidens Istanbul). Der skete store skader i Topkapı-paladset, Fatih-moskéen, Yedikule, Eğrikapı, Edirnekapı, bymure og skader på Galata og Pera, Grand Bazaar, Hagia Sophia og andre moskeer.
Da jordskælvet i høj grad påvirkede den østlige del af Marmara, blev der observeret store skader i Izmit og Karamürsel, og tsunamibølgerne gjorde havnene ubrugelige.
Havniveaustigninger blev observeret ved bredden af Galata, Bosporus og Mudanya, og små øer i Marmarahavet blev oversvømmet. Jordskælvet kunne også mærkes i Bozcaada, Thessaloniki, Izmir og det sydlige Balkan.